# Fixpunktsatz von Kakutani
Der Fixpunktsatz von Kakutani ist ein mathematischer Lehrsatz, der dem Gebiet der Funktionalanalysis angehört und auf eine Arbeit des japanischen Mathematikers Shizuo Kakutani aus dem Jahr 1938 zurückgeht. Der Satz beruht auf Eigenschaften konvexer Mengen in hausdorffschen lokalkonvexen Vektorräumen und gibt eine hinreichende Bedingung für das Vorliegen gemeinsamer Fixpunkte für gewisse Gruppen von Homöomorphismen solcher Mengen. Er gab Anlass zu zahlreichen Folgeuntersuchungen und ist eng verknüpft mit anderen bedeutenden Sätzen der Funktionalanalysis wie etwa mit dem Fixpunktsatz von Ryll-Nardzewski. Der Fixpunktsatz von Kakutani impliziert dabei  nicht zuletzt die Existenz Haarscher Maße auf kompakten Gruppen. Zu seinem Beweis wird der hausdorffsche Maximalkettensatz oder das Lemma von Zorn (und damit das Auswahlaxiom) benötigt.

## Formulierung des Satzes
Der Fixpunktsatz von Kakutani lässt sich darstellen wie folgt:
Gegeben seien ein hausdorffscher lokalkonvexer Raum {\displaystyle X} und darin eine nichtleere, kompakte und konvexe Teilmenge {\displaystyle C\subset X} zusammen mit einer Gruppe {\displaystyle {\mathcal {G}}} von linearen Automorphismen {\displaystyle g\colon X\to X}, die {\displaystyle C} invariant lassen, in der also alle Automorphismen {\displaystyle g\in {\mathcal {G}}} die Teilmengenrelation {\displaystyle g(C)\subseteq C} erfüllen.
Die Gruppe {\displaystyle {\mathcal {G}}} sei dabei gleichmäßig gleichgradig stetig.

Dann gilt:
 {\displaystyle {\mathcal {G}}} hat auf {\displaystyle C} einen gemeinsamen Fixpunkt, d h.: es gibt ein {\displaystyle c_{0}\in C} mit {\displaystyle g(c_{0})=c_{0}} für alle {\displaystyle g\in {\mathcal {G}}} .

## Verwandtes Resultat: Der Satz von Markow
Der russische Mathematiker Markow hat schon im Jahre 1936 und vor Publikation des kakutanischen Fixpunktsatzes einen Satz vorgelegt, der diesem in Fragestellung und Aussage sehr ähnelt, wobei der markowsche Satz im Wesentlichen darin abweicht, dass er die Voraussetzung der gleichmäßig-gleichgradigen Stetigkeit durch eine Vertauschbarkeitsbedingung ersetzt:
Gegeben seien ein hausdorffscher lokalkonvexer Raum {\displaystyle X} und darin eine nichtleere kompakte konvexe Teilmenge {\displaystyle C\subset X}.
Weiter gegeben sei eine Familie {\displaystyle {\mathcal {F}}=(f_{i})_{i\in I}} von stetigen affinen Abbildungen {\displaystyle f_{i}\colon C\to C}, die hinsichtlich der Hintereinanderausführung paarweise vertauschbar sein sollen.

Dann gilt:
{\displaystyle {\mathcal {F}}} hat auf {\displaystyle C} einen gemeinsamen Fixpunkt, d h.: es gibt ein {\displaystyle c_{0}\in C} mit {\displaystyle f_{i}(c_{0})=c_{0}} für alle {\displaystyle i\in I} .

### Zusatz
Die Aussage des Satzes von Markow gilt insbesondere für den Fall, dass – bei sonst gleichen Voraussetzungen –  {\displaystyle {\mathcal {F}}} als abelsche Gruppe von stetigen linearen Automorphismen {\displaystyle f\colon X\to X} mit {\displaystyle f(C)\subseteq C} vorausgesetzt wird. Diesen abgewandelten Satz nennt man auch den Fixpunktsatz von Kakutani-Markow (englisch Kakutani-Markov fixed point theorem).

## Erläuterungen
- Die gleichmäßig-gleichgradige Stetigkeit (englisch Equicontinuity) der obigen Abbildungsgruppe {\displaystyle {\mathcal {G}}} ist auf die durch das {\displaystyle 0}-Umgebungssystem von {\displaystyle X} gegebene uniforme Struktur zu beziehen. In diesem Zusammenhang nennt man – in voller Allgemeinheit – eine Familie {\displaystyle {\mathcal {F}}=(f_{i})_{i\in I}} von linearen Abbildungen {\displaystyle f_{i}\colon X\to Y} zwischen zwei topologischen Vektorräumen {\displaystyle X}  und {\displaystyle Y} gleichmäßig gleichgradig stetig genau dann, wenn folgendes gilt:[7]

Zu jeder {\displaystyle 0}-Umgebung {\displaystyle U_{Y}(0)\subseteq Y} gibt es eine {\displaystyle 0}-Umgebung {\displaystyle U_{X}(0)\subseteq X} , welche der Bedingung {\displaystyle \bigcup _{i\in I}{f_{i}\left(U_{X}(0)\right)}\subseteq U_{Y}(0)} genügt.
- Eine Abbildung {\displaystyle f\colon C\to C} der konvexen Menge  {\displaystyle C\subseteq X} heißt affin, wenn für je zwei Punkte {\displaystyle x,y\in C} und jede reelle Zahl {\displaystyle \lambda \in [0,1]} stets die Gleichung {\displaystyle f\left(\lambda x+(1-\lambda )y\right)=\lambda f(x)+(1-\lambda )f(y)} erfüllt ist.[8]